# James Maslow
James David Maslow (* 16. července 1990 New York) je americký zpěvák, herec a tanečník. Od roku 2009 je členem skupiny Big Time Rush. Tato skupina vznikla podle stejnojmenného seriálu.

## Životopis
Narodil se v New Yorku, ale vyrůstal v La Jolla v Kalifornii. Má bratra Philipa a sestru Ali Thom. Od šesti let zpívá. Když mu bylo deset let, začal hrát v San Diego Opera. Díky tomu hrál v několika muzikálech jako např. Les Misérables. Jeho první televizní role byla v iCarly, kde si zahrál Shana. Dále si pak zahrál v seriálu se stejnojmenným názvem Big Time Rush.
Malou roli namyšlené hvězdy Ricka si zahrál v sitcomu "See Dad Run" , tenhle díl byl odvysílán 4. listopadu 2012.
James se objevil v 18. ročníku taneční americké soutěže Dancing with the Stars (začal se vysílat 17.3.2014). Jeho taneční partnerkou byla Peta Murgatroyd. Skončili na krásném 4. místě.
James se objevil v novém seriálu Sequestered. Prvních 6 epizod mělo premiéru v srpnu a druhých 6 epizod v říjnu.
James si zahrál v novém filmu Seeds of Yesterday, který je natočen podle knížky se stejnojmenným názvem od spisovatelky V.C. Andrews. Film se natáčel 6 týdnů ve Vancouveru a bude mít premiéru 12.4.2015 na televizi LIFE.
Také si zahrál roli Wyatta v trilleru Wild for the night.
V roce 2017 se stal představitelem Caleba Greena v It Happened One Valentine's, kde zazněly i některé jeho písně.

## Zajímavosti
Má rád surfing, horolezectví, fotbal a snowboarding.

## Filmografie
- 2008: iCarly
- 2009: @urFRENZ
- 2009 - 2013: Big Time Rush
- 2012: See Dad Run
- 2014: Dancing with the stars, Sequestered
- 2015: Seeds of Yesterday
- 2016: Wild For The Night
- 2017: It Happened One Valentine's

## Diskografie
3.3.2017 How I Like It